# 令和トラベル
株式会社令和トラベル（れいわトラベル）は、日本のインターネット総合旅行会社である。本社は東京都渋谷区。2021年4月に篠塚孝哉が創業。

## 概要
海外旅行予約のDX化をミッションとし、2021年4月に創業。同年6月にはベンチャーキャピタルのジャフコ グループなどから22.5億円の資金調達を実施した。
2022年4月に、海外旅行予約アプリ「NEWT」を開始。
2022年6月に、海外旅行・ツアー予約サービス「NEWT（ニュート）」Web版のリリース
2023年4月に、海外ホテル予約サービス「NEWT（ニュート）」をリリース
MISSION
「あたらしい旅行を、デザインする。」
VISION
「令和時代を代表する、デジタルトラベルエージェンシーを創る。」

## サービス内容
海外旅行らくらくパック
出入国手続きの代行サービス。「ライトプラン」「ベーシックプラン」「プレミアムプラン」の3つのプランを展開しており、サポート内容に合わせて選択できる。
トラベルコンシェルジュ
オンラインでの旅行相談・予約サービス。LINEやZoomを使用しての相談が可能で、専門のスタッフがニーズに合わせた最安のプランを提案する。

## 沿革
- 2021年　
  - 4月5日 - 創業
  - 6月 - ジャフコ グループなどから22.5億円の資金調達を実施[6]。
  - 8月 - 2021年8月30日発売号の週刊東洋経済で『厳選!すごいベンチャー100社リスト2021年最新版』に選出される[7]。
  - 8月 - ハワイ・グアム旅行の予約手配サービスを開始[8]。
  - 11月 - 海外渡航らくらくパックを販売開始[9]。
- 2022年
  - 3月 - 法人専門の「NEWT for Business」を販売開始[10]。
  - 4月 - 「NEWT」アプリがサービス開始[11]。
  - 4月 - 「NEWT」Webメディアがサービス開始[12]。
  - 6月 - 海外旅行・ツアー予約サービス「NEWT（ニュート）」のWeb版が開始
- 2023年
  - 4月 - 海外ホテル予約サービス「NEWT（ニュート）」開始
- 2024年
  - 1月 - 旅工房からALOHA 7, INC.全株式を取得し、ALOHA 7, INC.を完全子会社化[13][14]。

## 加盟団体
- 日本旅行業協会[15]

## 各種認定
- 第一種旅行業免許[15]

## 社員
- 大木優紀 (執行役員、プロダクト推進部 プロモーショングループリーダー）